# Distrito de Mělník
El distrito de Mělník es uno de los doce distritos que forman la región de Bohemia Central, República Checa, con una población estimada a principio del año 2018 de 107 237 habitantes. 
Se encuentra ubicado en el centro-oeste del país, cerca de Praga, la capital del país. Su capital es la ciudad de Mělník.

## Localidades (población año 2018)
- Býkev 439
- Byšice 1361
- Čakovičky 694
- Čečelice 649
- Chlumín 497
- Chorušice 533
- Chvatěruby 551
- Cítov 1228
- Dobřeň 177
- Dolany nad Vltavou 902
- Dolní Beřkovice 1462
- Dolní Zimoř 87
- Dřínov 477
- Hořín 800
- Horní Počaply 1281
- Hostín 314
- Hostín u Vojkovic 311
- Jeviněves 220
- Kadlín 148
- Kanina 85
- Kly 1492
- Kojetice 777
- Kokořín 368
- Kostelec nad Labem 4189
- Kozomín 439
- Kralupy nad Vltavou 18 100
- Ledčice 638
- Lhotka 285
- Liběchov 1073
- Libiš 2211
- Liblice 483
- Lobeč 141
- Lužec nad Vltavou 1436
- Malý Újezd 1073
- Medonosy 138
- Mělnické Vtelno 981
- Mělník 19 351
- Mšeno 1430
- Nebužely 439
- Nedomice 303
- Nelahozeves 2018
- Neratovice 16 180
- Nosálov 181
- Nová Ves 1085
- Obříství 1410
- Olovnice 526
- Ovčáry 503
- Postřižín 1153
- Řepín 681
- Spomyšl 487
- Stránka 183
- Střemy 438
- Tišice 2329
- Tuhaň 745
- Tupadly 138
- Újezdec 139
- Úžice 935
- Velký Borek 1086
- Veltrusy 2111
- Vidim 133
- Vojkovice 815
- Vraňany 905
- Všestudy 343
- Všetaty 2279
- Vysoká 910
- Zálezlice 410
- Želízy 504
- Zlončice 558
- Zlosyň 489